# Клочихинская
Клочихинская — деревня в Вилегодском муниципальном округе Архангельской области.

## География
Находится в юго-восточной части Архангельской области на расстоянии приблизительно 27 км на запад-северо-запад по прямой от административного центра района села Ильинско-Подомское.

## История
Еще в 1710 году отмечалась «деревня, что был починок Клочихинский» с 1 двором. В 1859 году здесь (деревня Сольвычегодского уезда Вологодской губернии) было учтено 5 дворов. До 2020 года входила в состав Беляевского сельского поселения до его упразднения.

## Население
Численность населения: 2 человека (1710 год), 40 (1859), 2 (русские 100 %) в 2002 году, 1 в 2010.